# Asche (Hardegsen)
Asche ist ein Ortsteil der Stadt Hardegsen im Landkreis Northeim in Niedersachsen (Deutschland).

## Geographische Lage
Asche liegt südlich von Hardegsen am Südhang des Gladebergs zwischen dem nahen Berg Bramburg im Westen und dem Leinetal im Osten. Am südlichen Rand des bebauten Ortsgebiets liegt der 285,6 m ü. NN hohe Escheberg.
Nördlich des Ortes befindet sich am Gladeberg ein Waldgebiet mit großflächigem Märzenbecher-Vorkommen und einem bis 2007 als Flächennaturdenkmal ausgewiesenen Orchideenbestand. Beide sind seit 2015 Teil der Natura 2000-Schutzgebietes Weper, Gladeberg und Aschenburg.
Ebenfalls am Hang des Gladebergs liegen Aussichtspunkte mit Fernsicht zum Brocken und Gaußturm.

## Geschichte
Der Ort Asche wurde im Jahre 1055 als Asca zum ersten Mal in der Gründungsurkunde des Petersstiftes zu Nörten erwähnt. Der Name ist auf das altsächsische Wort für Esche zurückzuführen. Ein Jahrhundert später lassen sich die Grafen von Northeim und die Herren von Katlenburg als Grundbesitzer in Asche nachweisen. Siegfried IV. von Northeim-Boyneburg vermachte dort dem Kloster Northeim 1141/42 zwei Hufen Landes. Ein Verzeichnis aus dem Jahr 1609 bezeugt, dass das adlige Geschlecht derer von Hardenberg im Ort Güter als Lehen besaßen. Während der Ort Asche, der im Jahre 1784 nur 13 Feuerstellen besaß, zum Amt Hardegsen gehörte, war der östlich angrenzende Ort Fehrlingsen dem Adeligen Gericht Adelebsen zugeordnet. Die alte Heerstraße von Göttingen nach Uslar führte durch beide Dörfer. Um die Mitte des 19. Jahrhunderts besaß Asche lediglich zwölf Häuser und zählte zur Parochie Ellierode. Auf Anordnung des Oberpräsidenten der Provinz Hannover wurde am 1. April 1937 aus den bis dahin selbstständigen Gemeinden Fehrlingsen und Asche der heutige Ort Asche gebildet. Dieser Zusammenschluss wird durch die beiden Rauten im heutigen Ascher Wappen symbolisiert. Am 1. März 1974 wurde Asche in die Stadt Hardegsen eingemeindet.
Eine Besonderheit der Ortschaft Asche sind die drei Friedhöfe. Eine Dorfkirche gibt es dagegen nicht.

### Wüstungskirche

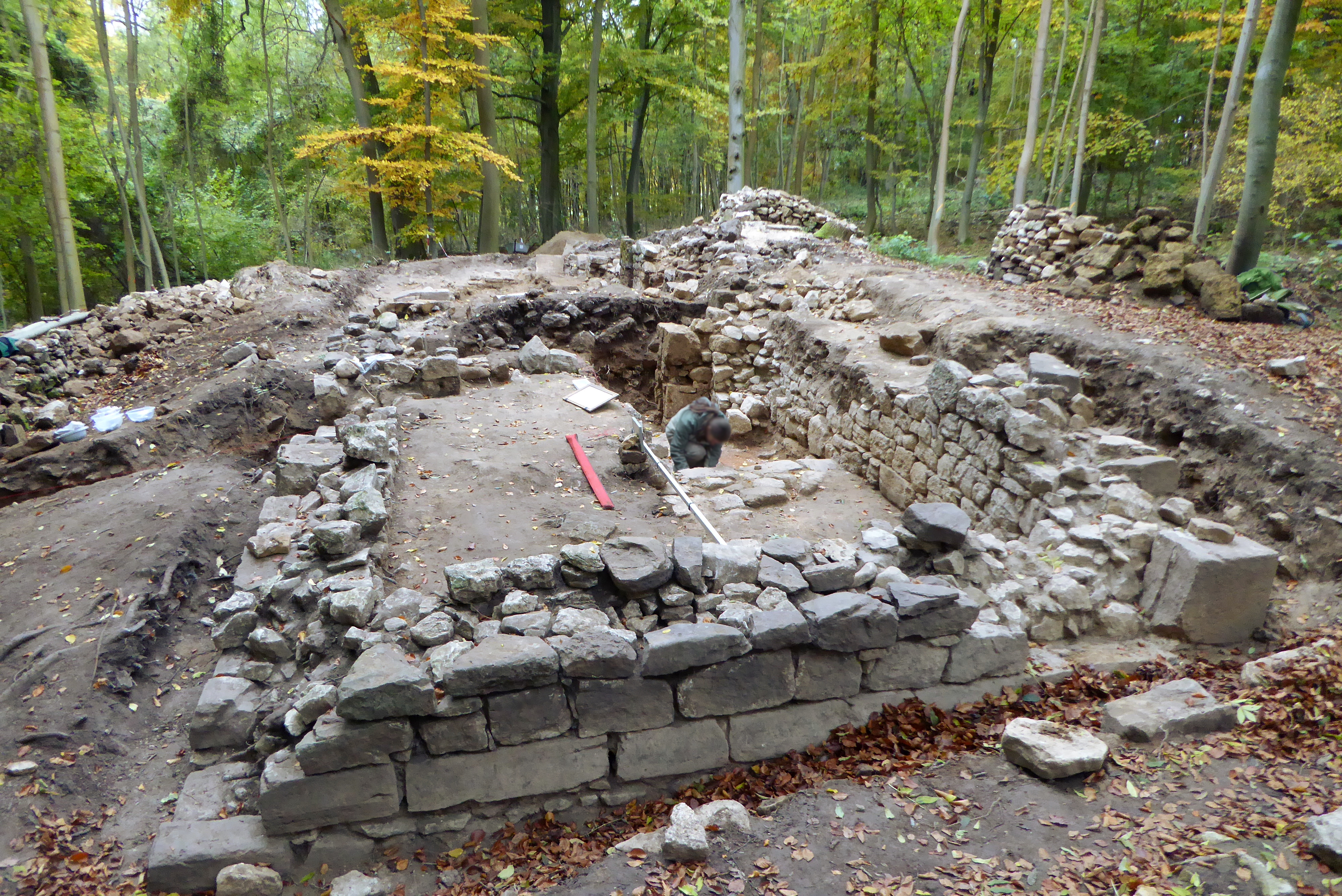
Ausgrabung einer Kirchenruine bei Asche

Im Jahr 2015 nahm der Geschichtsverein Asche/Fehrlingsen eine Ausgrabung an den im Wald unter Erde liegenden Grundmauern einer Kirche vor. Der Kirchenbau gehört zu einer mittelalterlichen Ortswüstung auf der Erhebung des Kirchberges etwa 800 Meter südlich von Fehrlingsen. Der Name der Wüstung ist noch nicht sicher bekannt. Eine Identität mit der bereits früher für eine benachbarte Lage angenommenen Wüstung „Jürgensborg“ ist derzeit nicht erwiesen. Die Grabungen wurden 2016 fortgesetzt.

## Politik

### Ortsrat
Asche hat einen fünfköpfigen Ortsrat, der seit der Kommunalwahl 2021 ausschließlich von Mitgliedern der „Bürgergemeinschaft Asche“ besetzt ist. Die Wahlbeteiligung lag bei 76,23 Prozent.

### Ortsbürgermeister
Ortsbürgermeister von Asche ist Tobias Klinge.
Seit 2012 ist Asche ein Bioenergiedorf mit einer Biogasanlage und eigenem Nahwärmenetz.

## Kultur
Traditionen sind:
- die Theateraufführungen der „Ascher Bergratten“
- der Herbstmarkt
- der „Tanz in den Mai“ und Dorfwandertag am 1. Mai
- das jährliche Skat- und Knobelturnier
- das Sommerfest der Freiwilligen Feuerwehr

## Persönlichkeiten
- Lothar Hübner (* 1950), Fußballspieler